# 尺野将太
尺野 将太（しゃくの しょうた、1983年12月20日 - ）は、広島県出身のバスケットボール指導者。テクニカルスタッフ時代に培った映像分析や情報分析を得意分野としている。

## 来歴

### 幼少期〜高校時代
幼少期を広島県広島市安佐北区の鈴張で過ごし、小学生時代には鈴張剣道クラブで負けん気を培った。漫画『スラムダンク』の影響でバスケットボールを始め、1994年に広島県で開催されたアジア大会において、大竹市総合体育館で開催されたバスケットボール日本代表の試合を観戦し、競技としてのバスケットボールへの関心を持つようになる。その後、広島県内でも指折りの進学校である広島県立祇園北高等学校に入学し同校のバスケットボール部で活動した。1年時にはベンチメンバーとして全関西バスケットボール大会に出場したが、チームの主力となった3年時には県大会出場を逃している。

### 大学時代
高校部活引退後は、学問としてスポーツを学ぶことを志して千葉大学教育学部スポーツ科学課程に進学。大学1年生の冬に、当時同校の大学院生でアシスタントコーチを務めていた鈴木良和の兄弟にバスケットボールを教えた事をきっかけとしてバスケットボールを教える楽しさを実感するようになった。当時は鈴木がバスケットボールの出張指導の会社を設立した時期でもあり、鈴木の薦めでバスケットボール出張指導の経験を積んだ。
千葉大学男子バスケットボール部監督を務めている日高哲朗に薫陶を受けた事や、当時バスケットボール女子日本リーグ（Wリーグ）の 富士通レッドウェーブのヘッドコーチを務めていた中川文一の指導を受けた事、またチームに常駐のコーチがいないため大学4年生の時に選手兼コーチを務めたことなどを通じて徐々にバスケットボール選手ではなく、指導者への道を真剣に考えるようになった。大学卒業後は、バスケットボールの指導をより深く学ぶため千葉大学大学院 教育学研究科保健体育専修へ進み（専門はバイオメカニクス）、勉学の傍ら同大学バスケットボール部の学生コーチを2年間務めた。また在学中にスペイン・カタルーニャ州バダローナを本拠地とするプロバスケットボールチームでスペインの一部リーグのリーガACBに所属するホベントゥート・バダローナの育成現場を視察したことで、バスケットボールにおける育成の重要性を再認識している。

### 高校教員時代
大学院修了後、聖徳大学附属取手聖徳女子高校の保健体育教員、同校女子バスケットボール専攻の顧問を務める中で、練習試合先で恩師である日高の筑波大学男子バスケットボール部ヘッドコーチ時代の教え子で、東京医療保健大学で女子バスケットボール部を立ち上げた恩塚亨と再会した。当時、すでに女子日本代表のテクニカルスタッフとして活動していた恩塚から、最新のバスケットボールの映像分析や情報分析についての教示を受け、高校の指導現場へ生かす目的からも、これらの分析技術を深く学ぶようになる。

### 女子日本代表テクニカルスタッフ時代
恩塚の手伝いや勉強会などを通じ日本バスケットボール協会におけるアンダーカテゴリーの女子日本代表のテクニカルスタッフとして活動した。2013年からは恩塚の後任として女子日本フル代表のテクニカルスタッフとして正式に就任し、教員の職を辞して2013年アジア選手権、2014年世界選手権、2015年アジア選手権まで代表チームに帯同した。
2015年10月からはWリーグに所属するアイシン・エィ・ダブリュ ウィングスのテクニカルスタッフに就任している(2016年4月退任)。

### 横浜ビー・コルセアーズ コーチ時代
2016年7月にBリーグ・横浜ビー・コルセアーズのアシスタントコーチに就任。
2017年3月に青木勇人ヘッドコーチの体調不良に伴う欠場が続いた後にチームとの協議の結果による契約解除が発表され、尺野がヘッドコーチ代行を経て正式にヘッドコーチに昇格した。2016-2017シーズン終了後の2017年8月には古田悟アソシエイトコーチのヘッドコーチへの昇格と同時に、尺野がアソシエイトコーチへ職務が変更となる形でチームに留まったが、同年12月に古田ヘッドコーチが体調不良を理由とした欠場が続いた後に、成績不振を理由とした契約解除が発表され、尺野が再びヘッドコーチに昇格となった。この結果、同一人物が1年間の内に同じチームで2度ヘッドコーチに昇格するという大変珍しい人事となった。2017-2018シーズン終了後、2018年5月に任期満了に伴う尺野のヘッドコーチ退任が発表された。

### 広島ドラゴンフライズ コーチ時代
2018年6月にBリーグ・広島ドラゴンフライズのヘッドコーチに就任。B2優勝、B1昇格を目標としたが西地区3位に終わり、プレーオフ進出はならずシーズン終了後にヘッドコーチを退任した。2019年6月に広島ドラゴンフライズのU15チームのヘッドコーチに就任。2021年2月に広島ドラゴンフライズのヘッドコーチに復帰。2020-21シーズン終了後の2021年5月に広島ドラゴンフライズのヘッドコーチを退任してU15チームのヘッドコーチに復帰した。

## 人物

### バスケットボール指導者としての考え方
- 尺野は、バスケットボールにおける「数値」は、指導者が気づきにくい点も含めて多くの視点から選手やチームの現状を捉えることにつながる大事な指標であるが、日本のバスケットボール指導の現場では「時間がない」「人がいない」「分析方法がわからない」といったマンパワー不足や知識不足、あるいは「本当に有益な情報なのか？」といった分析の軽視がまかり通っているという点に強い問題意識を持っている[24]。また、バスケットボールにおける「分析」とは、単に対戦チームのシステムの把握ではなく、敵味方の双方において「いつ、どういう時に、どれぐらいの頻度で、どのフォーメーションが選択され、それがどれぐらいの確率で成功するか」までを明らかにすることであると指導している[25]。

- 尺野の考える現代バスケットボールのヘッドコーチの役割とは、European Sport Coaching FrameworkにおけるChapter 3 Coaching Practiceの「Primary Functions of the Coach」で定義されている以下の6項目だと語っている。1）構想と戦略を立てる(Set the Vision and Strategy)（2）環境を整える(Shape the Environment)（3）様々な関係性を構築する(Build Relationships)（4）練習を実施し、試合の準備を整え、試合に臨む(Conduct Practices and Prepare and Manage Competitions)（5）現場で起こっていることを察知し、それに対処する(Read and React to the Field)（6）振り返りと学び(Reflect and Learn)　この６つの役割を果たすためにヘッドコーチに求められる資質では、バスケットボールの競技知識、戦術知識だけではなく、様々な関係機関と良好な関係を構築するコミュニケーション能力や人間性が求められる点を強調している[25][26]。また自らがアシスタントコーチからヘッドコーチに急遽昇格した時の実感として、情報を収集・整理したうえで「決断」ができる事が重要だとも語っている[25]。

- 尺野は自身にトップレベルのプレイヤー経験のない中で、プロ選手を指導してゆく上での自身の根幹とは「バスケットボールを見る目」と「信頼関係」であると述べている。尺野は自身のバスケを見る目には強い自信を持っている。まずはその目で試合や練習をしっかり分析、研究して選手に情報や指示を提供することが大事である。しかしそれだけでは選手に話を聞いてもらうのは難しい。たとえ選手にその時は納得してもらえなくても『やったら何か良いことあるな』と思ってもらえるだけの信頼関係を築いてゆくことは指導の根底である[27]。

- 尺野が作るチームでは、攻撃では切り替えの早さを重視しスピード感のある速攻を重んじる傾向にある。守備では前から相手チームに強いプレッシャーをかけて試合を支配するチームディフェンスを重視している[27]。

- ヘッドコーチ就任以後の尺野は選手に対して「闘志」を強く求める傾向にあり、「最後は相手に勝る強い気持ちを持つ事が試合を決める」「最後は気合と根性」との趣旨の発言を多くの試合後会見などで口にしている[28][27]。

- 尺野の持論として、バスケットボールのアシスタントコーチが持つべき重要な資質とは「ヘッドコーチのイエスマンになるのではなく、自分の意見を持つ事」としている。その上で「自分の意見を持った上で、最終的に自分の意見が採用されない時も、選手の前で話すときは、ヘッドコーチの意見をチーム(自分)の意見として選手に伝える」というヘッドコーチに対する忠誠心が非常に大切だとも教えている[25]。

- 尺野が学生の時に、日本代表元ヘッドコーチの中川文一に練習の見学をお願いし、バスケの試合の見方や練習の意図を丁寧に説明してもらい、また試合観戦にも同行させてもらっている。その時にコーチングにおける重要な事項の多くは本やビデオを通してではなく、直接話しを聞くからこそ伝わる事が多いと強く感じたため、自身も特に意欲のある学生やコーチから指導を求められた場合には、自分の持ってる知識や経験を惜しみなく自分の言葉として直接伝える事が自分なりの恩返しだと考えている[5][25]。

### 趣味・嗜好
- 愛用のバッシュは、NIKE KYRIE 3[29]。

- 尺野自身によると、コート外の素の性格はナイーブで人見知り、内に籠もるタイプであり、休みの日はコンビニの店員としか話さない日も多いとのこと。バスケ以外の趣味は格闘技観戦である[30]。

- コーヒーなど苦い食べ物、飲み物が苦手[31]。また下戸で酒は飲めないが酒席の雰囲気は好きで、甘党のスイーツ好きでもある[30]。

- 好きな女性のタイプは、よく笑ってくれて、コート外の素の尺野を受け入れた上で支えてくれる人、温かい料理を作ってくれる人[30]。

- 座右の書はJerry Krause著「The Basketball Bible」(ISBN 978-0880110112)、John R. Wooden Award著「PRACTICAL MODERN BASKETBALL」(ISBN 978-0205291250)[32]。

- 好きな漫画家は鳩胸つるんで自身のTwitterでも度々言及している[33][34][35][36]。

### エピソード
- 故郷の広島市に対する思いは強く、2014年に広島市で発生した大規模土砂災害に際しては同市への寄付を行っている[37]。また2018年に発生した平成30年7月豪雨に際しては、広島ドラゴンフライズの選手・スタッフと共に広島市内で募金活動を行った[38]。

- 2018年に広島ドラゴンフライズのヘッドコーチに就任した際には、別のオファーもあったが『いつか広島で指揮を執ってみたい』という思いはずっと持っていたので、ぜひ地元でやりたいという想いですぐに承諾したと語っている[27]。

- 指導者として最も大きな影響を受けたのは、大学時代の恩師である日高哲朗で、知識や指導力だけでなく、日々勉強する姿勢など人としての魅力も含め尊敬している[5]。

- 尺野が千葉大学で学生コーチとして指導している時に、後に横浜ビー・コルセアーズで指導するファイ・パプ月瑠が一年生ながら既に中心選手として活躍していた関東学院大学と関東大学バスケットボール連盟新人戦で対戦しており、大差で敗れている[39]。

- 聖徳大学附属取手聖徳女子高校の教員時代に、同校の文化祭のステージでアイドルグループ羞恥心のデビュー曲「羞恥心」を熱唱した[40]。

- 横浜ビー・コルセアーズが2016-2017,2017-2018の2シーズン連続でB1リーグからの降格危機に瀕した際に、その両シーズン共に前任者が半ば投げ出すような形になったチームを尺野が引き受けてB1リーグへの残留に尽力したという経緯と実績もあり、横浜ビー・コルセアーズのブースターからの人気は高く[30]、Bリーグのオフシーズンに横浜市内のパブを貸切にしてファンにバスケットボールの技術解説を行う「SHACKY NIGHT！」（シャッキーナイト！）は、同チームの名物の一つになっていた[41][42]。

- 横浜ビー・コルセアーズ退団時に公式Twitterからのお知らせにおいて、「尺野翔太」（正しくは「尺野将太」）と名前を間違えられるというミスがあった[43]。これに対して尺野は「大きく羽ばたけ、と言うメッセージだと思います」と返す大人の対応を見せた[44]。

## 年表

### 選手時代
- 1999-2001 広島県立祇園北高等学校バスケットボール部
- 2002-2005 千葉大学バスケットボール部

### 指導者
- 2005-2005 千葉大学　選手兼任コーチ
- 2006-2007 千葉大学　学生コーチ
- 2008-2013 聖徳大学附属取手聖徳女子高校　バスケットボール専攻　顧問
- 2013-2015 日本代表女子　テクニカルスタッフ
- 2015-2016 アイシン・エィ・ダブリュ ウィングス　テクニカルスタッフ
- 2016-2017 横浜ビー・コルセアーズ　アシスタントコーチ
- 2017　　　 横浜ビー・コルセアーズ　ヘッドコーチ（一期）
- 2017　　　 横浜ビー・コルセアーズ　アソシエイトコーチ
- 2017-2018  横浜ビー・コルセアーズ　ヘッドコーチ（二期）
- 2018-2019  広島ドラゴンフライズ　ヘッドコーチ（一期）
- 2019-2021  広島ドラゴンフライズ　U-15ヘッドコーチ
- 2021-　　　広島ドラゴンフライズ　ヘッドコーチ（二期）

## 詳細情報

### ヘッドコーチ成績
| チーム                 | シーズン  | G  | W  | L  | W–L% | シーズン結果 | PG | PW | PL | PW–L% | 最終結果                                  |
| ---------------------- | --------- | -- | -- | -- | ---- | ------------ | -- | -- | -- | ----- | ----------------------------------------- |
| 横浜ビー・コルセアーズ | 2016-2017 | 13 | 1  | 12 | .077 | B1中地区6位  | 5  | 3  | 2  | –     | B1・B2入替戦 勝ち抜けによるB1残留決定     |
| 横浜ビー・コルセアーズ | 2017-2018 | 41 | 14 | 27 | .341 | B1中地区6位  | 4  | 3  | 1  | –     | B1残留プレーオフ 勝ち抜けによるB1残留決定 |
| 広島ドラゴンフライズ   | 2018-2019 | 60 | 32 | 28 | .533 | B2西地区3位  |    |    |    | –     |                                           |

## 参照
1. ↑  “【バスケットボール】Ｂ２広島監督に尺野氏就任へ　広島市出身、今季Ｂ１横浜を指揮”.  中国新聞α (2018年6月13日). 2018年6月18日閲覧。
2. ↑  尺野将太　数値が明らかにする事実〜ゲーム分析のノウハウ　バスケット・ラーニング・コース Vol.84
3. 1 2  尺野将太コーチ　TTC 2016 Supported by UPSET UPSETブログ　2016年8月2日
4. ↑  BONESCUP協賛企業の株式会社アップセットの投稿より 2016年6月25日
5. 1 2 3  かながわスポーツタイムズ VOL.67 2017
6. 1 2 3 4  横浜ビー・コルセアーズの舵を取る尺野将太（前編）「僕個人が良い経験をする場、勉強をする場ではない」バスケット・カウント2018年2月3日
7. ↑  Coaching Education tour 2007 in Spain 2007/1/31～2/14
8. ↑  聖徳大学附属取手聖徳女子中学校・高等学校　専攻と教員　バスケットボール部
9. ↑  2016-2017ヘッドコーチ、アシスタントコーチ就任のお知らせ　横浜ビー・コルセアーズ　2016年7月7日
10. ↑  青木H.C.　3月18日(土) - 19日(日)　欠場のお知らせ　横浜ビー・コルセアーズ　2017年3月18日
11. ↑  青木H.C.　3月25日(土) - 26日(日)　欠場のお知らせ　横浜ビー・コルセアーズ　2017年3月25日
12. ↑  契約解除並びにヘッドコーチ就任のお知らせ　横浜ビー・コルセアーズ　2016年3月31日
13. ↑  2017-18　ヘッドコーチ、アソシエイトコーチ就任のお知らせ　横浜ビー・コルセアーズ　2017年6月27日
14. ↑  古田悟ヘッドコーチ　12月10-11日 欠場のお知らせ　横浜ビー・コルセアーズ　2017年12月8日
15. ↑  古田悟ヘッドコーチ　12月16-17日 欠場のお知らせ　横浜ビー・コルセアーズ　2017年12月15日
16. ↑  古田悟ヘッドコーチ　12月20日 欠場のお知らせ　横浜ビー・コルセアーズ　2017年12月19日
17. ↑  古田ヘッドコーチ契約解除並びに尺野ヘッドコーチ就任について　横浜ビー・コルセアーズ　2017年12月22日
18. ↑  尺野将太ヘッドコーチ 退任のお知らせ　横浜ビー・コルセアーズ　2018年5月28日
19. ↑  尺野将太氏 ヘッドコーチ契約合意（新規）のお知らせ
20. ↑  尺野将太ヘッドコーチ退任のお知らせ
21. ↑  尺野将太氏 U15ヘッドコーチ契約合意（新規）のお知らせ
22. ↑  尺野将太ヘッドコーチ 契約合意（新規）のお知らせ
23. ↑  尺野 将太 ヘッドコーチ 退任ならびに 広島ドラゴンフライズU15ヘッドコーチ就任のお知らせ
24. ↑  特定非営利活動法人　スポーツ指導者支援協会　バスケットボール・ラーニング・コース Vol.84
25. 1 2 3 4 5  Professionalを目指すバスケットボール勉強会レポート　ゴールドスタンダード・ラボ　 2017年7月12日
26. ↑  European Sport Coaching Framework V1.1　February 2017
27. 1 2 3 4  “尺野将太氏 ヘッドコーチ就任記者会見｜ 広島ドラゴンフライズ”.   広島ドラゴンフライズ (2018年7月6日). 2018年7月11日閲覧。
28. ↑  ビーコル、尺野将太HCの退任とトーマス・ウィスマンアドバイザーのHC就任を発表　ビーコル・マガジン 2018年5月28日
29. ↑  尺野将太のブログ 2017年5月30日
30. 1 2 3 4  住建情報センタープレゼンツ「健者の砦」2018年2月22日放送分 ゲスト：横浜ビー・コルセアーズ 尺野将太ヘッドコーチ
31. ↑  尺野将太Twitter 2014年7月28日
32. ↑  尺野将太のブログ 2017年6月3日
33. ↑  尺野将太Twitter 2018年3月1日
34. ↑  尺野将太Twitter 2018年3月2日
35. ↑  尺野将太Twitter 2018年6月4日
36. ↑  尺野将太Twitter 2018年6月21日
37. ↑  広島市【お名前と寄付金額や物品名等の公表を了解された寄付者の皆様
38. ↑  “広島ドラゴンフライズ、尺野将太ＨＣ、朝山正悟兼任コーチら西日本豪雨災害でマチナカ募金活動｜ 【ひろスポ！】広島スポーツニュースメディア”.  田辺一球 (2018年7月14日). 2018年10月8日閲覧。
39. ↑  第47回関東大学新人戦　本戦1日目レポート　2007年06月11日
40. ↑  取手聖徳あるあるBot
41. ↑  【緊急決定】6/4（日）「SHACKY NIGHT！」（シャッキーナイト！）開催のお知らせ　2017年5月27日
42. ↑  【伝説再び！】8/20（日）「第二回シャッキーナイト〜Shakky Lab〜」開催のお知らせ　2017年8月20日
43. ↑  横浜ビー・コルセアーズ公式Twitter 2018年6月24日
44. ↑  尺野将太Twitter 2018年6月25日